# Moïse Kisling (Modigliani)
Pour les articles homonymes, voir Moïse Kisling.
Moïse Kisling est un tableau réalisé par le peintre italien Amedeo Modigliani en 1916. Cette huile sur toile est le portrait de Moïse Kisling assis devant une fenêtre. Autrefois la propriété de Jean et Geneviève Masurel, l'œuvre fait partie des collections du musée national d'Art moderne, à Paris. Elle se trouve depuis 2010 en dépôt au Lille Métropole Musée d'Art moderne, d'Art contemporain et d'Art brut, à Villeneuve-d'Ascq, dans le Nord.